# Pierścieniowa plamistość maliny
Pierścieniowa plamistość maliny (ang. Lloyd George yellow blotch of raspberry, ring spot of raspberry, Scottish leaf curl of raspberry) – wirusowa choroba malin wywołana przez wirusa pierścieniowej plamistości maliny (Raspberry ringspot virus, RRSV) oraz Arabis mosaic virus (ArMV).
RRSV występuje w Europie, Turcji i Federacji Rosyjskiej. Infekuje nasiona roślin, ma szeroki zakres żywicieli, przenoszony jest przez soki roślinne i nicienie. Naturalnie występuje u dziko rosnących i uprawianych gatunków roślin należących do 14 rodzin roślin dwuliściennych. Wśród roślin uprawnych atakuje malinę, truskawkę, porzeczkę czerwoną, wiśnię, winorośl i niektóre rośliny ozdobne. Występuje we wszystkich tkankach zainfekowanych roślin, w tym w nasionach, pyłkach i merystemach.
Objawem porażenia malin są chlorotyczne, pierścieniowe plamy na liściach. Ogniska chorób wywoływanych przez wirusa pierścieniowej plamistości maliny można zwalczać stosując odmiany odporne, np. ‘Murant’, lub poprzez niszczenie nicieni będących wektorem wirusa: traktowanie gleby pentachloronitrobenzenem lub nematocydami fumigantowymi. Doświadczenie sugeruje, że problemy związane z chorobami można zminimalizować stosując płodozmian, który zmniejsza populację nicieni.